# Sodor (fiktivní ostrov)
Ostrov Sodor je fiktivní ostrov, na němž se z velké části odehrává dětský televizní pořad (původně knižní série) Lokomotiva Tomáš. Původně byl vytvořen roku 1945 Rev. Wilbertem Awdrym pro jeho knižní sérii v anglickém originále zvanou The Railway Series, která dala později vzniknout televiznímu seriálu vytvořeného pod Britt Allcroftovou (1984–2021, spin-off 2021–současnost).

## Inspirace a vytvoření
Rev. Wilbert Awdry ve své knize The Island of Sodor: Its People, History and Railways popisuje, že chtěl, aby se děj jeho knižní série odehrával na místě, které není vzdálené od jeho domovské Británie. Ovšem chtěl také, aby železnice, kde se jeho příběhy odehrávají, byla oddělena od Britských drah (British Railways), aby tak mohl s lokacemi v příbězích dělat vše, co si přeje.
Během jeho návštěvy ostrova Man ho zaujalo, že tamější diecéze zvaná Diocese of Sodor and Man, v druhé části názvu odkazuje na skutečné místo, ovšem první část žádným reálným místem není (ve staré severštině totiž je slovo Suðreyjar výrazem pro "jižní ostrovy", které označují skotské Hebridy).
Podoba ostrova v původní knižní sérii se výrazně liší od jeho pozdější podoby v televizním seriálu. Rev. Wilbert Awdry pro své příběhy vytvořil plně propracovaný svět, jehož podoba je mezi jednotlivými knihami skoro přesně konzistentní až na ilustrace, které jsou často velmi nepřesné a byly předmětem častých sporů mezi Wilbertem Awdrym a jeho ilustrátory. V původních knihách je ostrov vyobrazen jako skutečné místo především inspirované severoanglickou a severovelšskou krajinou, přičemž některé železniční tratě na něm jsou přímými protějšky skutečných tratí, které Wilbert buď navštívil osobně, nebo chtěl v 60. a 70. letech propagovat.
V televizním seriálu je kladen stále menší a menší důraz na uvěřitelnost a skutečnost ostrova, jehož podoba se neustále mění a objevuje se stále více fantastických prvků. Tento článek proto popisuje verzi ostrova v knihách, pokud není uvedeno jinak.

## Geografie

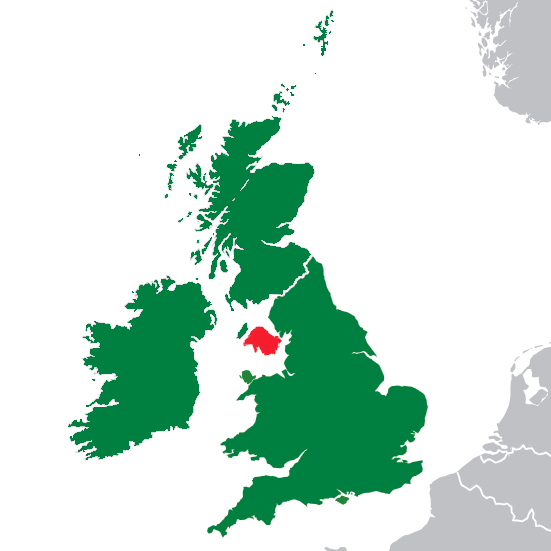
Poloha Sodoru

Ostrov Sodor je součástí Britských ostrovů a konkrétně leží mezi ostrovy Velká Británie a Irsko v Irském moři. Západně od ostrova Sodor se nachází reálný ostrov Man, východně od něj pak leží oblast severní Anglie zvaná Furness. Od té je ostrov oddělen úzkým průlivem, který od roku 1915 překračuje železniční most a od roku 1977 silniční most. Součástí fiktivního Sodoru je de facto reálný ostrov Walney Island, na němž se nachází město Vickerstown (které se v Awdryho světě objevuje jako Vicarstown).
V televizním seriálu jižně od Sodoru leží Mlžný ostrov (který by však mohl být označen za přízračný ostrov kvůli jeho nezobrazování na mapách a existenci až v CGI provedení)
Hlavním městem ostrova je město Suddery, ovšem největším městem je Tidmouth. Dalšími významnými obcemi jsou Cronk, Crovan's Gate, Peel Godred či Arlesburgh.

## Železnice

### Severozápadní dráha
Primární železnicí na ostrově Sodoru je standardněrozchodná (1435 mm) Severozápadní dráha (angl. North Western Railway), která vznikla v roce 1918 spojením několika předešlých železničních společností. Skládá se z hlavní tratě vedoucí ze západu ostrova na východ a několika vedlejších tratí. Západní konečnou stanicí hlavní tratě je Tidmouth, kde je velké hlavové nádraží a hlavní lokomotivní výtopna. Tidmouth je největším městem a průmyslovým centrem na ostrově, rovněž se zde nachází rozlehlý přístav (v pořadu přesunut do Brendamu). Další stanicí na trati je Knapford, kde se připojuje Ffarquharská (Tomášova) vedlejší trať. Hlavní trať poté vede směrem na východ podél jižního pobřeží, načež překonává výškový rozdíl mezi Wellsworthem a Maronem. Na této části tratě se nachází 8 km dlouhé stoupání o 13 ‰ známé jako Gordonův kopec (Gordon's Hill), které představuje pro lokomotivy značnou zátěž. Ve stanicích Killdane a Kellsthorpe Road odbočují tratě, které se v knihách ani seriálu neobjevují. Další hlavní stanicí na trati je Crovan's Gate, kde odbočuje úzkorozchodná Skarloeyská dráha (Skarloey Railway). Nachází se zde rovněž hlavní lokomotivní dílny. Na východním konci tratě leží skutečné město Barrow-in-Furness, kde se Severozápadní dráha napojuje na zbytek britské železniční sítě.
Významným místem na dráze je Tomášova vedlejší trať, která vede z Knapfordu přes Elsbridge do Ffarquharu a zdejšího lomu. Další vedlejší tratě jsou Duckova (Little Western, Tidmouth-Arlesburgh) či Edwardova (Wellsworth-Brendam). Kontrolorem Severozápadní dráhy je Sir Topham Hatt (v oficiálním kánonu se jedná o několik lidí se stejným titulem).

### Úzkorozchodné dráhy
Sodorskými horami a údolími vede několik tratí s úzkým rozchodem kolejí. Jedná se především o Skarloeyskou dráhu o rozchodu 686 mm, která spojuje Crovan's Gate s jezerem Skarloey a je založena na základě skutečné Talyllyn Railway. Stejně jako ona, tato fiktivní dráha byla otevřena v roce 1864 a stále je v provozu dodnes. Rev. Wilbert Awdry na této dráze pracoval jako dobrovolník v raných letech jejího provozu a mnoho ze svých příhod se objevilo i v jeho knihách.
Na nejvyšší horu ostrova Culdee Fell vede ozubnicová dráha s názvem Culdee Fell Mountain Railway, jejím skutečným protějškem je dráha vedoucí na nejvyšší horu Walesu, Yr Wyddfa (Snowdon).
V západní části ostrova dříve vedla Midsodorská dráha (Mid Sodor Railway), která spojovala přístav v Arlesburghu s horským městem Peel Godred. Po uzavření minerálních dolů, které obsluhovala, byl provoz ukončen v roce 1947. Po dolním úseku bývalé Midsodorské dráhy nyní vede miniaturní Arlesdaleská dráha o rozchodu 381 mm, která sváží štěrk a převáží turisty.

### Vlaky
Je možné si povšimnout, že na sodorských železnicích se nachází většina parních lokomotiv. Je to kvůli tomu, že na Sodoru na rozdíl od britských a evropských a jiných světových železnic neproběhla během 20. století dieselizace (ang. dieselisation), a když tak pouze částečná. Ba naopak spousta parních lokomotiv byla na Sodoru zachráněna z Britských drah před sešrotováním. I přesto se na Sodoru nachází také spousta dieselových lokomotiv, které mají také vlastní strojovnu. V období CGI seriálu mají parní a dieselové lokomotivy vlastní oddělená depa a na sodorské železnici se objevovaly také vlaky s jiným než parním či dieselovým pohonem (baterie, elektrický pohon, aj.).
Provoz na hlavní trati Severozápadní dráhy se skládá především z expresních vlaků (The Wild Nor' Wester', The Sudrian, The Limited), pomalých osobáků a nákladních vlaků.

## Statut ostrova

Vlajka ostrova Sodor

Ostrov Sodor je od 15. století součástí Lancasterského vévodství a tedy i Spojeného království, což jeho obyvatele ale nijak neobtěžuje. Většina z nich mluví jak anglicky, tak i místním jazykem sudričtinou. George Awdry, který Wilbertovi pomáhal Sodor vyvíjet, odhadl jeho populaci na 177 000 obyvatel v roce 1951.
Sodor disponuje vlastní vlajkou mající dva horizontální modré pruhy v horní a dolní části vlajky, dále jedním bílým horizontálním pruhem uprostřed, který je shora i zdola oddělen od modrých pruhů úzkými zlatými pruhy. Tato vlajka se ovšem pouze objevuje v CGI verzi pořadu.